# Luka, Iarmolînți
Luka (în ucraineană Лука) este un sat în comuna Mîhailivka din raionul Iarmolînți, regiunea Hmelnîțkîi, Ucraina.

## Demografie
Componența lingvistică a localității Luka
     Ucraineană (98,55%)
     Rusă (1,45%)
Conform recensământului din 2001, majoritatea populației localității Luka era vorbitoare de ucraineană (98,55%), existând în minoritate și vorbitori de rusă (1,45%).